# 데이비드 패트릭 켈리

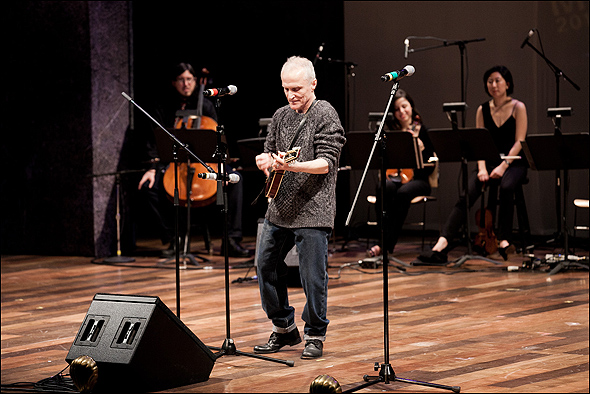

데이비드 패트릭 켈리(David Patrick Kelly, 1951년 1월 23일 ~ )는 미국의 텔레비전 배우, 영화배우, 연극 배우, 작곡가, 음악가이다.
디트로이트에서 태어났다.

## 영화
- 존 윅 - 리로드 (2017년) - 찰리 역
- 시라크 (2015년)
- 존 윅 (2014년) - 찰리 역
- 매드소즈 워 (2010년) - 대니 드리스콜 역
- 가드너 오브 에덴 (2007년)
- 아버지의 깃발 (2006년)
- 롱기스트 야드 (2005년) - 웅거 역
- 저스티스 (2003년)
- 퍼스널 벨로시티 (2002년)
- 케이 팩스 (2001년) - 호위 역
- 송캐처 (1999년)
- 인 투 딥 (1999년)
- 콘돔 전쟁 (1997년)
- 디제스터 (1996년)
- 퓨너럴 (1996년)
- 라스트 맨 스탠딩 (1996년) - 도일 역
- 카페 소사이어티 (1995년)
- 헤비 (1995년)
- 브룩클린의 아이들 (1994년)
- 크로우 (1994년) - 티-버드 역
- 트윈 픽스 (1992년)
- 말콤 X (1992년)
- 로큰롤 탐정 포드 (1990년)
- 광란의 사랑 (1990년)
- 광란의 마술사 (1989년)
- 코만도 (1985년) - 설리 역
- 탐정 스펜서 (1985년)
- 드림스케이프 (1984년)
- 해밑 (1982년)
- 48시간 (1982년)
- 워리어 (1979년) - 루터 역